# Clematis flammula
Clematis flammula é uma espécie de planta com flor, pertencente à família das Ranunculáceas e ao tipo fisionómico das microfanerófitas e das escandentes.

## Descrição
Trepadeira de talos lenhosos, ramificados em vides ou sarmentos.
Folhas opostas, maioritariamente pinatífidas, de segmentos peciolados, com formatos ovais, lanceolados, linear-lanceolados ou simplesmente lineares. Raramente, podem aparecer folhas cordiformes bi ou trilobuladas.
As flores agrupam-se em panículas, em ramadas velosas. O perianto exibe 4 a 5  tépalas de 8 a 18 centímetros, de formato obtuso e coloração variável entre o branco e o branco-amarelento. São onduladas nas bordas, velosas na face externa e glabras na face interna.
Os seus frutos são aquénios comprimidos, velosos, podendo chegar aos três centímetros e meio.

## Distribuição
A clematis flammula medra no maquis e nas sarças do Mediterrâneo e do Próximo Oriente. Embora também exista na Europa Central é bastante menos abundante.

### Portugal
Trata-se de uma espécie presente no território português, nomeadamente em Portugal Continental e no Arquipélago dos Açores. Mais concretamente, em Portugal continental, encontra-se nas zonas do Sudeste meridional, do Sudoeste meridional, do Sudoeste montanhoso e de todas as zonas do Algarve, salvo as Berlengas.
Nos Açores, encontra-se presente na ilha Terceira.
Em termos de naturalidade é nativa de Portugal Continental e introduzida no Arquipélago dos Açores.

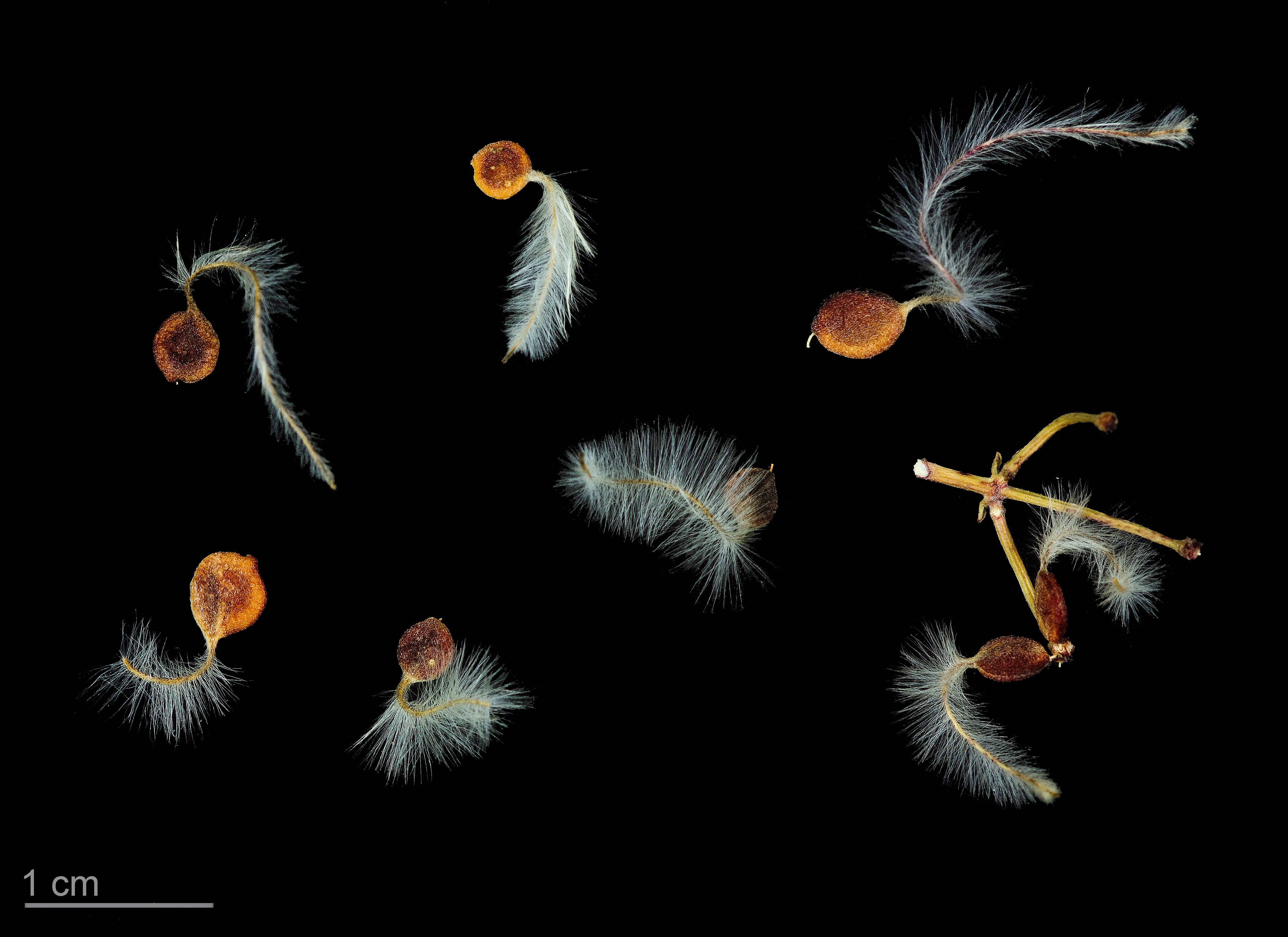
Clematis flammula

### Ecologia
Privilegia os habitats de bosques de árvores de folha permanente, os matorrais, as sebes e as balças.

## Protecção
Não se encontra protegida por legislação portuguesa ou da Comunidade Europeia.

## Toxicologia
Todas as partes desta planta são tóxicas, se forem ingeridas ainda frescas, podendo ademais produzir irritação cutânea, se forem esfregadas na pele.
É usada como rubefaciente, vesicante, e irritante.

## Usos
Quando secas são usadas como pascigo de gado. Às vezes, também são cultivadas como planta ornamental.

## Taxonomia
Basónimo: Clematis flammula L.( publicado pela primeira vez na obra Species Plantarum em 1753 por Carlos Lineu)

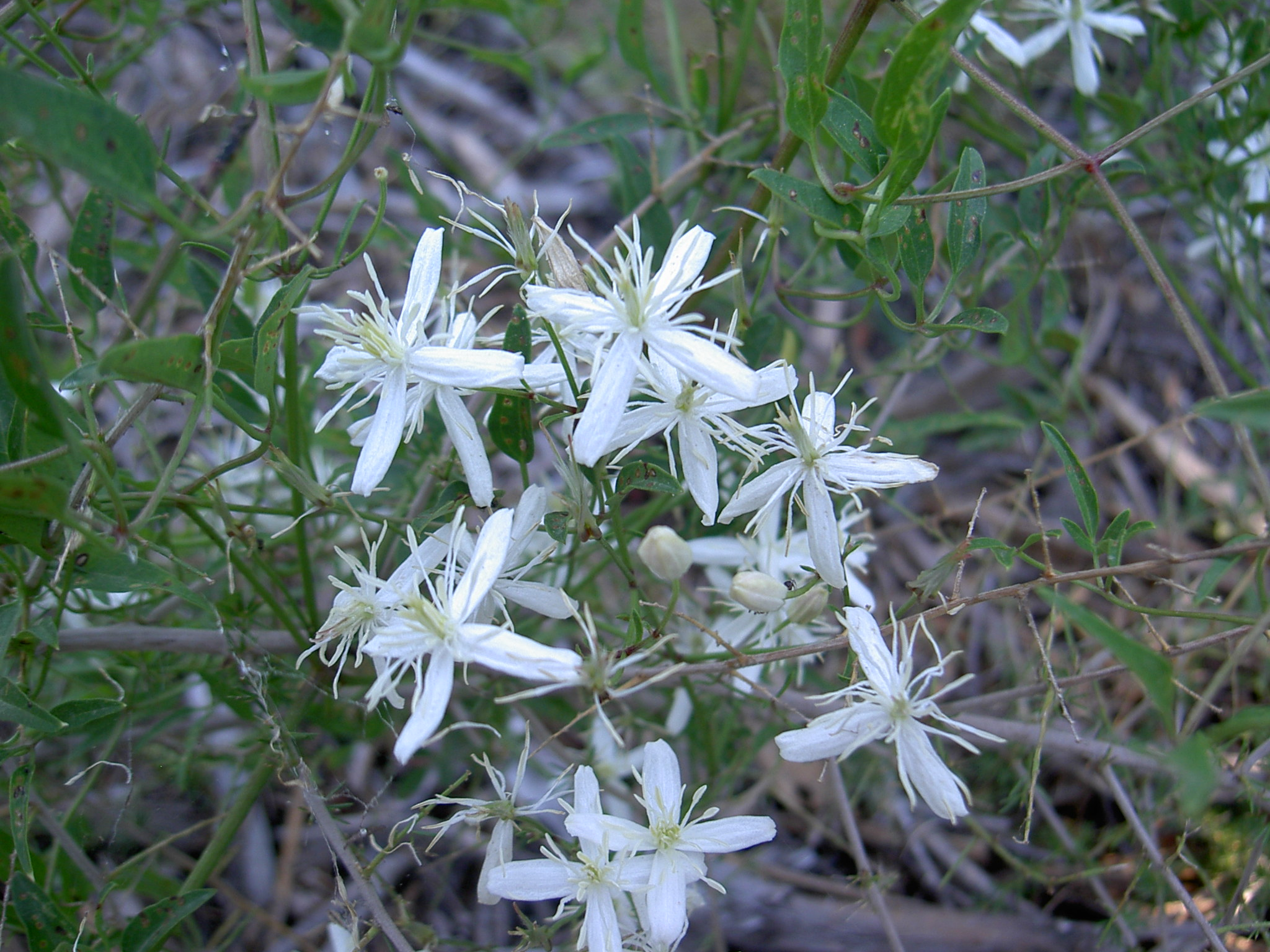
Flores.

### Etimologia
- O nome genérico, Clematis, provém do grego antigo klɛmətis[9] (klématis), que significa «planta que trepa; vinca».[10]
- O epíteto específico, flammula[11], trata-se do diminutivo do substantivo latino flamma[12], que significa "chamazinha; áscua pequena".[13]  Por alusão ao aspecto luminoso que a planta presenta quando está coberta de flores.

### Sinonímia
- Meclatis sibirica Spach [1838, Hist. Nat. Vég., 7 : 273]
- Clematis pallasii J.F.Gmel. [1791, Syst. Nat., ed. 13 : 873]
- Clematis lasiantha Fisch. [1812, Catal. Hort. Gorenk., ed. 2 : 47]
- Clematis hexapetala Pall. [1776, Reise Statth. Russ. Reich., 3 : 735]
- Clematis fragrans Ten. [1811,1815, Fl. Nap., 1 : Prodr. : 32] non Salisb. [1796, Prodr. : 371]
- Clematis canaliculata Lag. [1816, Gen. Sp. Pl. : 17]
- Clematis caespitosa Scop. [1771, Fl. Carniol. (ed. 2), 1 : 389]
- Clematis angustifolia Jacq.[14]